# كايدي ناكامورا
كايدي ناكامورا (中村 楓) (3 أغسطس 1991 في إيواته في اليابان – )؛ هي لاعبة كرة قدم كانت تلعب كمدافع. ولعبت مع منتخب اليابان لكرة القدم للسيدات.

## وصلات خارجية
- كايدي ناكامورا على موقع قاعدة بيانات كرة القدم.إي يو (الإنجليزية)
- كايدي ناكامورا على موقع Soccerway.com (الإنجليزية)
- كايدي ناكامورا على موقع عالم كرة القدم.نت (الإنجليزية)